# Thomas Chan
Pour les articles homonymes, voir Chan.
Sir Thomas Koh Chan, dit Tommy Chan, est un homme d'affaires et homme politique salomonais.

## Biographie
Né dans la province de Malaita, il devient « un homme d'affaires prééminent à Honiara », propriétaire notamment du Honiara Hotel (en) (fondé par son père), d'une station touristique, d'une entreprise de transport maritime et d'un supermarché,. Il décore l'hôtel de nombreuses statues de sirènes aux seins nus qu'il fabrique lui-même en fibre de verre, leur donnant le visage de célébrités telles que Nicole Kidman ou Angelina Jolie.
Il est élu député de la circonscription de Guadalcanal-ouest au Parlement national aux élections législatives de 1997, devenant avec Moon Pin Kwan le premier Salomonais d'origine chinoise à siéger au Parlement,,. Il se retire au profit de son fils Laurie Chan pour les élections de 2001, mais demeure actif en politique, président du parti Association des députés indépendants (en) (Association of Independent Members of Parliament, AIMP). En 2006, il est fait chevalier de l'ordre de l'Empire britannique par la reine des Îles Salomon, Élisabeth II, pour services rendus à des associations caritatives,.
Après les élections législatives de 2006, c'est au Honiara Hotel que s'assemblent les députés de ce parti, avec ceux de deux autres partis, pour tenter de bâtir une majorité parlementaire. Le Parlement élit Snyder Rini, le chef du groupe parlementaire de l'AIMP, à la fonction de Premier ministre des Îles Salomon. Éclatent alors des émeutes à Honiara, orchestrées probablement par les députés Nelson Ne'e et Charles Dausabea (en) ; les émeutiers accusent le nouveau Premier ministre d'être trop proche d'hommes d'affaires d'origine chinoise ou taïwanaise, en premier lieu Thomas Chan, et incendient et pillent le quartier chinois de la ville. Snyder Rini est contraint de démissionner,,,.
Pour les élections législatives de 2010, l'AIMP devient le Parti démocrate indépendant, avec Thomas Chan pour président et Snyder Rini pour chef du groupe parlementaire, mais il n'obtient que deux députés. Pour les élections législatives de 2014, le parti devient le Parti démocrate unifié, toujours avec Sir Thomas Chan pour président. Le député indépendant Manasseh Sogavare s'y joint et devient Premier ministre,.
Son fils Laurie Chan est le ministre des Affaires étrangères des Salomon de 2002 à 2006, puis ambassadeur du pays à Taïwan de 2011 à 2014. Sa petite-fille Emily Chan est élue Miss Îles Salomon en 2017.